# Marcus Acilius Glabrio (Suffektkonsul)
Marcus Acilius Glabrio war ein römischer Politiker und Senator aus der gens Acilia. Er bekleidete 33 v. Chr. als einer von vier Suffektkonsuln in Nachfolge des späteren Kaisers Augustus das Konsulat. 25 v. Chr. – also entweder im Amtsjahr 26/25 oder 25/24 – war er Prokonsul der Provinz Africa.